# Beta-laktamaza
Beta-laktamaza (EC 3.5.2.6, penicilinaza, cefalosporinaza, neutrapen, penicilinska beta-laktamaza, eksopenicilinaza, ampicillinaza, penicilin amido-beta-laktamhidrolaza, penicilinaza I, II, beta-laktamaza I-III, beta-laktamaza A, B, C, beta-laktamaza AME I, cefalosporin-beta-laktamaza) je enzim sa sistematskim imenom beta-laktam hidrolaza. Ovaj enzim katalizuje sledeću hemijsku reakciju
beta-laktam + H2O {\displaystyle \rightleftharpoons } supstituisana beta-aminokiselina
Ova grupa enzima ima promenljivu specifičnost hidrolize beta-laktama.

## Spoljašnje veze
- Beta-lactamase на 